# 1048

## Nașteri
- 18 mai: Omar Haiām, poet, matematician, filosof și astronom persan (d. 1131)
- Alexios I Comnen, împărat bizantin (d. 1118)

## Decese
- 9 august: Papa Damasus al II-lea (n. Poppo von Brixen), (n. 1000)
- 13 decembrie: Al Biruni, enciclopedist arab (n. 973)